# Campeonato Italiano de Futebol - Série A (1966–67)
A Primeira Divisão do Campeonato Italiano de Futebol da temporada 1966-1967, denominada oficialmente de Serie A 1966-1967, foi a 65º edição da principal divisão do futebol italiano e a 35º edição da Serie A. O campeão foi o Juventus que conquistou seu 13º título na história do Campeonato Italiano. O artilheiro foi Gigi Riva, do Cagliari , com 18 gols.

## Premiação
| Serie A 1966-1967             |
| Piemonte                      |
| ----------------------------- |
| JUVENTUS Campeão (13º título) |